# Andreas Hillgruber
Andreas Hillgruber, född 18 januari 1925 i Angerburg, Ostpreussen, död 8 maj 1989 i Köln, Tyskland, var en tysk historiker.
Hillgruber blev professor vid universitetet i Marburg 1965, vid universitetet i Freiburg 1968 och vid universitetet i Köln 1972. Han kvarstod i tjänst till sin död.